# Katrina and the Waves
Katrina and the Waves a fost o formație pop rock engleză activă în perioda 1981 - 1999 cunoscută pentru piesa Walking on Sunshine și pentru câștigarea concursului muzical Eurovision 1997 cu melodia Love Shine a Light (Iubire, luminează).